# 法庭廣場-23街車站
法庭廣場-23街車站（英語：Court Square–23rd Street station）是美國紐約地鐵一個屬於IND跨城線、IRT法拉盛線和IND皇后大道線的車站複合體。車站複合群位於皇后區長島市緊鄰法庭廣場1號，設有以下列車服務：
- 7號線、E線、G線列車（任何時候停站）
- M線列車（僅平日停站）
- <7>列車（僅繁忙時段的尖峰方向停站）

此車站複合群包括3個車站，分別名為「23街-埃利大道車站」（23rd Street–Ely Avenue，皇后大道線）、「長島市-法庭廣場車站」（Long Island City–Court Square，跨城線）與「45路-法庭屋廣場車站」（45th Road–Court House Square，法拉盛線）。自從花旗集團新的辦公大樓在法庭廣場1號啟用，以及G線在2001年12月改道並以法庭廣場為總站，就興建了兩條轉乘通道連接這三個車站。到了2011年第二條轉乘通道完工後，跨城線和法拉盛線改名「法庭廣場車站」，並完全符合無障礙通行，而不可無障礙通行的皇后大道線車站，則改名「法庭廣場-23街車站」（Court Square–23rd Street）。

## 歷史

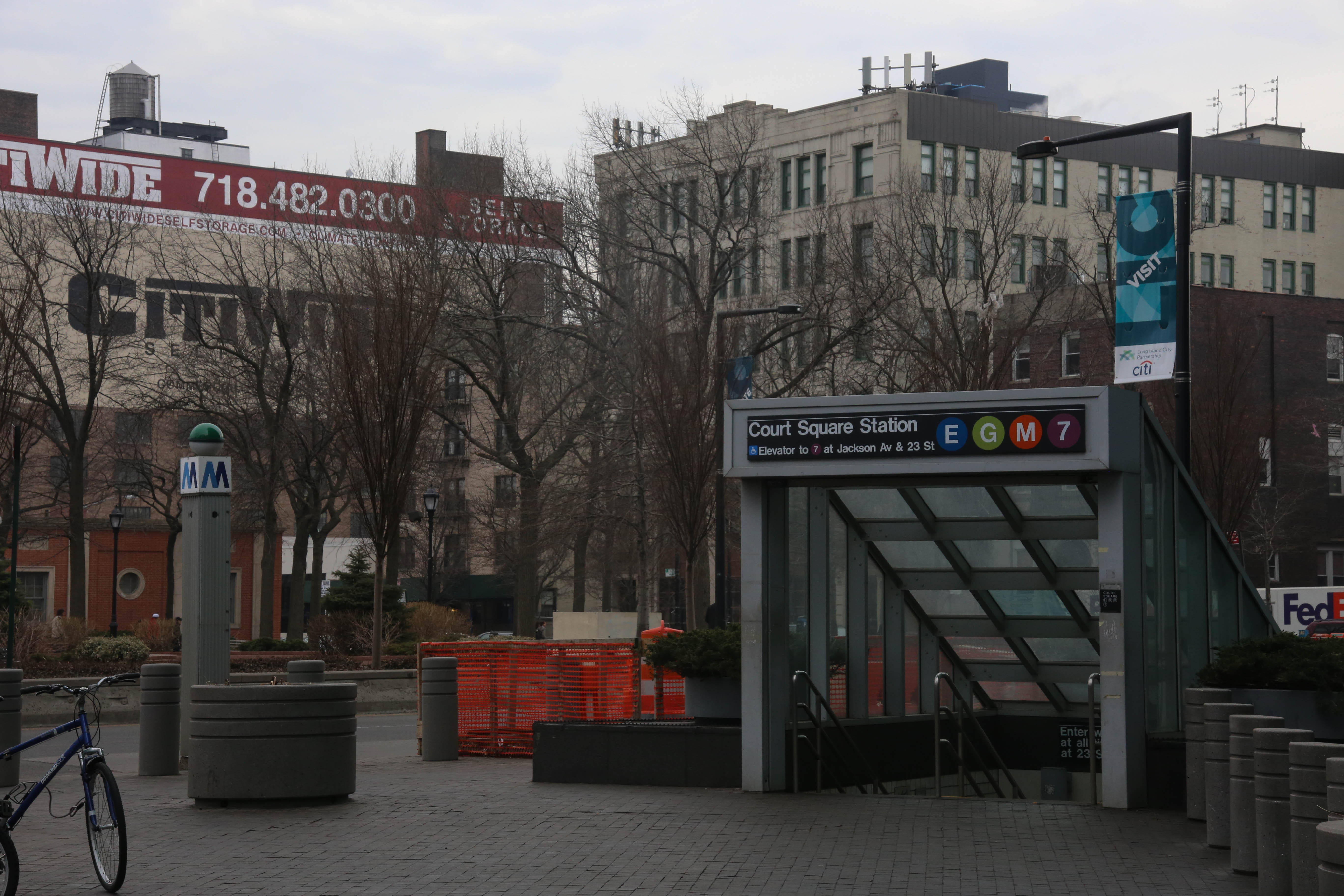
1990年代車站入口，由花旗集團資助下進行翻新

此站的第一個啟用部分為45路-法庭屋廣場，於1916年11月5日啟用，根據雙重合約將IRT法拉盛線由亨特斯角大道車站延長至皇后區廣場車站的兩站延伸的一部分。1920年代末至1930年代初，城市擁有的獨立地鐵系統（IND）興建了首段的跨城線與皇后大道線；法庭廣場的跨區線車站是兩條路線首次在皇后區興建車站，結構於1930年7月完工，並繼續安裝瓷磚和其他設備。1933年8月19日，IND跨城線第一段開放了法庭廣場車站。介乎曼哈頓和羅斯福大道車站的一段IND皇后大道線於同日啟用，GG線列車（現時G線列車前身）在皇后廣場車站和布魯克林的納蘇大道車站營運。23街-埃利大道車站部分於1930年代早期興建，但直至1939年8月28日E線列車營運時才開放。

### 新建連接
1984年，MTA計劃在皇后大道線和跨城線之間興建轉乘通道，連接皇后大道線和IND 63街線。大約1986年，花旗集團同意資助轉乘通道以850萬美元作為鄰近法庭廣場1號塔的地帶要求而興建；該塔作為花旗集團將其營運分散至不同大廈的過程一部分。同時該公司選擇該處亦因為鄰近此站。該大廈於1989年開放，而轉乘通道後來也完工2000年，MTA開始設計第二條付費區內來往法拉盛線和跨城線的轉乘通道。2001年12月16日，63街線聯絡線啟用，皇后大道線的服務亦得以加強，G線列車需要在平日以法庭廣場為總站。為了補償前往皇后區的跨城線乘客，法拉盛線亦加入了免費閘外轉乘。
2005年10月，花旗集團宣佈會資助法拉盛線和跨城線的轉乘通道，作為法庭廣場2號大樓的又一項地帶要求。2011年3月7日，皇后大道線車站改名「法庭廣場-23街車站」（Court Square–23rd Street）。同年6月3日，花費4700萬美元興建符合無障礙通行的連接通道啟用，兩站同日改名為「法庭廣場車站」，大部分計劃由花旗資助，另有1390萬美元由MTA負責。法拉盛線車站於2012年1月21日至4月2日亦關閉進行進一步翻新，包括升級月台和翻新車站夾層，以讓車站完全符合無障礙要求。

## 車站結構
| 2F 法拉盛線月台   | 側式月台，右側開門                                                                                             | 側式月台，右側開門                                                                                             |
| 2F 法拉盛線月台   | 南行 | （ 早上尖峰時段） 往34街-哈德遜調車場（亨特斯角大道）                                                          |
| 2F 法拉盛線月台   | 北行 | （ 黃昏尖峰時段） 往法拉盛-緬街（皇后區廣場）                                                                  |
| 2F 法拉盛線月台   | 側式月台，右側開門                                                                                             | |
| 1F                | 閘機、往出入口、車站詢問處、MetroCard自動售票機 線線的升降機位於23街和傑克遜大道東北角；不可無障礙轉乘其他路線 | 閘機、往出入口、車站詢問處、MetroCard自動售票機 線線的升降機位於23街和傑克遜大道東北角；不可無障礙轉乘其他路線 |
| G                 | 街道 | 出入口 |
| B1                | 閘機、往出入口、車站詢問處、MetroCard自動售票機                                                                | 閘機、往出入口、車站詢問處、MetroCard自動售票機                                                                |
| B1                | 自動行人道和行人通道來往IRT法拉盛線月台、IND跨城線月台和IND皇后大道線月台                                      | |
| B2 皇后大道線月台 | 側式月台，右側開門                                                                                             | 側式月台，右側開門                                                                                             |
| B2 皇后大道線月台 | 南行 | 往世界貿易中心（萊辛頓大道-53街） · 往大都會大道（萊辛頓大道-53街）                                            |
| B2 皇后大道線月台 | 北行 | 往牙買加中心（皇后廣場） · 往森林小丘-71大道（皇后廣場）                                                       |
| B2 皇后大道線月台 | 側式月台，右側開門                                                                                             | |
| B2 跨城線月台     | 南行 | 往教堂大道（21街）                                                                                             |
| B2 跨城線月台     | 島式月台，左/右側開門                                                                                          | |
| B2 跨城線月台     | 南行 | 往教堂大道（21街）                                                                                             |

### 跨城線-皇后大道線轉乘通道
最北端的通道，長360英呎，連接皇后大道線車站東端，23街44街徑以東，與跨城線車站北端傑克遜大道及45大道交叉路口。這條轉乘通道在1980年代規劃，以補償計劃中G線在63街線完工時改道到該處而不再使用皇后大道線（於2001年實現），並於1990年代花旗集團在法庭廣場1號啟用了658英呎的辦公大樓後興建。主閘機區設有天窗，轉乘通道設有全紐約地鐵唯一的自動行人道，將乘客由跨城線和法拉盛線月台帶到皇后大道線月台。這些於2001年12月G線開始在平日以此站為總站時安裝。
通道分為兩段，兩段之間設有24小時閘機區和兩條樓梯。其中一段設有兩條扶手電梯位於花旗銀行塔的旁邊往上前往44徑南側，另一段只於平日開放前往法庭廣場1號的入口廣場。街道樓梯對面的一對扶手電梯前往大廈大堂。

### 法拉盛-跨城線轉乘通道
第二段轉乘通道於2011年6月啟用，包括兩條扶手電梯、一部升降機和一條樓梯，位於玻璃包圍的建築內，在45路連接地下的跨城線和高架的法拉盛。在2001至2011年間，此站為免費出站轉乘。升降機令乘客可無障礙使用兩條轉乘通道，但只有IRT法拉盛線月台設有升降機到月台層；未來IND跨城線月台亦將無障礙化。另外，法拉盛線和皇后大道線月台不設直接連接。

## IRT法拉盛線月台
法庭廣場車站是紐約地鐵IRT法拉盛線的高架車站，設有兩個側式月台和兩條軌道。
車站於1916年11月5日以「45路-法庭廣場車站」（45th Road–Court House Square）的名義作為法拉盛線由皇后區廣場車站西延兩站時啟用。45路的月台於1955－1956年延長至11節列車。2005年此站列入國家史蹟名錄。
現時月台於2012年翻新時安裝。

## IND皇后大道線
法庭廣場-23街車站是一個IND皇后大道線上的地下車站，設有兩個側式月台和兩條軌道。位於介乎21街和23街和44徑，是該線在皇后區最西的車站。此站最初稱為「21街/范阿爾斯特大道車站」（21st Street/Van Alst Avenue），於1931－1933年間與原先東至羅斯福大道路段一同興建，但紐約市交通局認為此站缺乏需求，故並未完工，該局更稱之為「死站」。然而附近的居民和工廠都嚴重抗議。到了1933年12月，車站易名「埃利大道車站」（Ely Avenue），以免和鄰近的跨城線車站混淆。1936年9月因車站附近的商業和工業活動擴張，決定將此站繼續興建，安裝瓷磚、樓梯和其他設施。車站於1938年完工，但啟用又再次受缺乏需求影響而延期，並希望車站服務長島市法院、聖約翰醫院（現時法庭廣場1號），以及新啟用的皇后橋住宅。
車站於1939年6月28日終於以「23街-埃利大道車站」（23rd Street–Ely Avenue）的名義啟用，剛好是皇后大道線第一段和跨城線法庭街車站啟用後6年。（埃利大道為23街的舊名。1915年皇后區地形局將許多已命名的街道編配數字。）相似地，范阿爾斯特大道是現時21街，而44徑曾命名為諾特大道。

## IND跨城線月台
法庭廣場車站，原稱「長島市-法庭廣場車站」（Long Island City−Court Square），是IND跨城線的北端總站，同時也是最北端的車站。雖然G線列車服務以此為總站，但軌道繼續北行並在皇后廣場車站以南匯入皇后大道主線。此段軌道不營運，但直至2010年4月19日，列車一天有幾段時間途經此連接線繼續前往森林小丘-71大道車站。
此地下車站於1933年8月19日啟用，設有一個島式月台和兩條軌道。
車站以南為法庭廣場交匯點。一條中央軌道在兩條跨城線主線之間形成，容許列車以車站任一軌道為總站並調度前往布魯克林這段交匯點於1998年現代化。
此月台預計作為2015－2019年資金計劃的一部分無障礙化，安裝一部新的升降機。升降機計劃原先預計於2016年開始，但推遲到2019年。

## 外部連結
- nycsubway.org—IND Queens Boulevard Line: 23rd St./Ely Avenue
- nycsubway.org—IND Crosstown Line: Court Square
- nycsubway.org—IRT Flushing Line: Court House Square/45th Road
- Station Reporter — Court Square Complex
- The Subway Nut — 23rd Street–Ely Avenue Pictures （页面存档备份，存于）
- The Subway Nut — Court Square Pictures （页面存档备份，存于）
- The Subway Nut — Court Square (7) Pictures （页面存档备份，存于）
- MTA's Arts For Transit — 23rd Street–Ely Avenue/Long Island City–Court Square （页面存档备份，存于）
- Forgotten — Subway Signs That Remember... （页面存档备份，存于）
- 23rd Street entrance from Google Maps Street View （页面存档备份，存于）
- Entrance to Citibank from Google Maps Street View （页面存档备份，存于）
- 21st Street entrance from Google Maps Street View （页面存档备份，存于）
- 45th Road entrance from Google Maps Street View （页面存档备份，存于）
- Court Square entrance from Google Maps Street View
- Thomson Avenue entrance from Google Maps Street View （页面存档备份，存于）
- Jackson Avenue entrance from Google Maps Street View
- IRT platforms from Google Maps Street View
- Crosstown Line platform from Google Maps Street View
- Queens Boulevard Line platforms from Google Maps Street View